# László Fábián (canoë-kayak)
Pour l’article homonyme, voir László Fábián.
László Fábián, né le 10 juillet 1936 à Budapest et mort le 10 août 2018, est un kayakiste hongrois pratiquant la course en ligne.

## Palmarès

### Jeux olympiques de canoë-kayak course en ligne
- 1956 à Melbourne,  Australie
  -  Médaille d'or en K-2 10000m [2]